# If I'm Dyin', I'm Lyin'
If I'm Dyin', I'm Lyin' (titulado Que mienta si muero en España y El dios Peter en Hispanoamérica) es el noveno episodio de la segunda temporada de la serie Padre de familia emitido en FOX el 4 de abril de 2000. El episodio está escrito por Chris Sheridan y dirigido por Swinton O. Scott III.

## Argumento
Tras las malas notas de Chris, Lois le prohíbe ver la tele hasta que las mejore. Para ayudarle a mejorar en los estudios, la mujer le pide a Peter que le eche una mano con los deberes, sin embargo, Peter empieza a mentirle para así poder ver su serie favorita, pero se llevan una decepción cuando descubren que el programa ha sido cancelado. Peter trata de convencer a la cadena de que vuelvan a emitirla, sin embargo solo recibe negativas hasta que a Peter se le ocurre una idea: pasar a su hijo por enfermo terminal y contarles a la fundación benéfica: "Grant-a-Dream Foundation", la extraña enfermedad que tiene a la que hace llamar tumorsífilisitisosis y pedirles la remisión de la serie por ser este el "último" deseo de Chris.
Al firmar el acuerdo entre la organización y la NBC, la cadena se compromete a emitir la serie de nuevo y los dos empiezan a aprovecharse de la situación hasta que Peter entra en estado de pánico cuando descubre que en su jardín que un grupo de gente ha organizado una vigilia, Peter trata de ocultarle a Lois el alboroto de fuera. Cuando uno de los directivos de la cadena exige que se cumpla el trato, Lois descubre que su marido ha hecho pasar a su hijo por enfermo y le exige que diga la verdad, pero cuando el directivo le comunica que podría ir a la cárcel por engañar a una organización caritativa, este, para librarse del problema decide pasarse por sanador y convence a la gente que ha curado a su hijo con las manos.
Peter empieza a adquirir reputación y empieza a aprovecharse de la ilusión de la gente que le ve como un dios al que creer hasta tal punto de que todos se visten como él y llegan a levantarle una estatua de oro a su semejanza, por el contrario, Lois se muestra molesta por ver como se aprovecha de la bondad de las personas y tanto ella como Brian le comentan que sus actos podrían cabrear a alguien que lo ve y lo sabe todo. A la mañana siguiente, Lois recrimina a Peter de que Dios podría molestarse al ver cómo se aprovecha de la gente. Y no tarda en suceder, fenómenos extraños ya que empiezan a sufrir lo que parece ser las plagas de Egipto: (un apagón, Brian empieza a tener pulgas, Chris desarrolla forunculos en la cara y mientras Meg está dando un baño a Stewie, la bañera se llena de sangre). A pesar de que Peter cree que todo tiene una explicación científica, le salen ranas del cuerpo, desesperado admite ser un farsante y cuenta la verdad a sus "discípulos". Aunque admite no ser Dios, todavía está por llegar la última plaga: la muerte del primogénito varón, cuando a Chris le cae sobre él la estatua, Peter le pide a Dios que le perdone y que perdone la vida a su hijo. Finalmente "el Altísimo" opta por apagar las plagas tras comprobar que Peter ha aprendido la lección aunque termina lanzándole una última rana para asegurarse.

## Referencias culturales

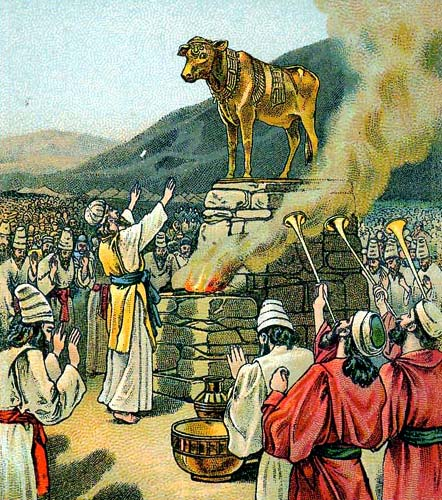
El Becerro de oro aparece referenciado en el episodio con la forma de un Peter dorado.